# Hluchov
Hluchov är en ort i Tjeckien.   Den ligger i regionen Olomouc, i den östra delen av landet, 200 km öster om huvudstaden Prag. Hluchov ligger 322 meter över havet och antalet invånare är 342.
Terrängen runt Hluchov är platt åt nordost, men åt sydväst är den kuperad. Terrängen runt Hluchov sluttar brant österut. Runt Hluchov är det tätbefolkat, med 297 invånare per kvadratkilometer. Närmaste större samhälle är Olomouc, 19,3 km öster om Hluchov. Trakten runt Hluchov består till största delen av jordbruksmark.